# Frederik Annius Marius Øllgaard
Frederik Annius Marius Øllgaard (født 6. april 1832 i Skive, død 27. januar 1908) var borgmester og dommer.
Frederik Øllgaard var søn af prokurator Christian Øllgaard (kaldet Christen) og hustru Sophie Caroline Marie Rosendahl i Skive.
Han blev gift 31. marts 1876 med Josephine Louise Antoinette Hammeken. Deres søn Knud Øllgaard (21.07.1879-04.02.1934) var født i Slagelse, hvor F.A.M. Øllgaard var borgmester og byfoged. Knud var overretssagfører i København og far til maleren Hans Øllgaard (1911-1969).
Fr. Øllgaard var kongeligt udnævnt byfoged og borgmester i Hillerød 1889-1894. Senere blev han birkedommer.